# Puchar Polski (województwo zielonogórskie) w piłce nożnej mężczyzn
Puchar Polski w piłce nożnej mężczyzn w województwie zielonogórskim – cykliczne rozgrywki piłkarskie w województwie zielonogórskim, stanowiące eliminacje do szczebla centralnego Pucharu Polski. System zależny był od podziału administracyjnego i od podziału okręgów PZPN. W latach 1950–1976 zmagania organizowane były przez Zielonogórski Okręgowy Związek Piłki Nożnej. W 1975 r. utworzono województwo gorzowskie, w efekcie czego powstał Okręgowy Związek Piłki Nożnej w Gorzowie Wielkopolskim. Pierwsze potyczki pucharowe w nowo utworzonym województwie rozegrano w 1976 r. Od tamtego sezonu, aż do 2000 r. oba OZPN organizowały Puchar Polski na szczeblu okręgu, każdy na obszarze własnego województwa. W wyniku reformy administracyjnej doszło do połączenia okręgowych związków. Obecnie w miejsce obu pucharów Lubuski Związek Piłki Nożnej organizuje Puchar Polski w województwie lubuskim.

## Historia
4 grudnia 1949 Nadzwyczajne Walne Zgromadzenie Polskiego Związku Piłki Nożnej podjęło decyzję o organizacji Pucharu Polski. Inaugurację zaplanowano na 30 kwietnia 1950, w przeddzień Święta Pracy, które w tym samym roku stało się świętem państwowym. Triumfatorem pierwszej zielonogórskiej edycji w sezonie 1950 zostali Budowlani Lubsko, którzy w piątek 8 grudnia 1950 pokonali najmocniejszą wówczas drużynę w województwie – Stal Zielona Góra 2:0. Mecz rozegrano na stadionie przy ul. Wyspiańskiego w Zielonej Górze (późniejszy Wojewódzki–Międzyszkolny Ośrodek Sportowy, a w latach 2010–2019 domowy obiekt piłkarskiego Falubazu Zielona Góra). Z uwagi na zmiany administracyjne i przynależność znacznej części obszaru obecnego województwa lubuskiego do województwa poznańskiego, organizatorem rozgrywek pucharowych był Poznański Okręgowy Związek Piłki Nożnej. W sezonie 1950/51 w Pucharze Polski udział wzięło ponad 7000 drużyn, także z obecnego województwa lubuskiego. W finale POZPN 1950, ekipa Budowlanych Lubsko mierzyła się jeszcze ze Stalą Poznań (Wartą Poznań), ale została rozgromiona 6:0. W wyniku reformy administracyjnej z 26 czerwca 1950, od 6 lipca zaczęło funkcjonować województwo zielonogórskie w granicach którego znalazły się miasta z dawnych województw: wrocławskiego i poznańskiego. W regionie lubuskim (przed reformą 1999 r. województwa zielonogórskie i gorzowskie), autonomiczne rozgrywki rozpoczęły się w 1952 r. Zgodnie z ówczesnym regulaminem w finale wojewódzkim zmierzyły się: zwycięzca rywalizacji w mieście wojewódzkim, którym została Stal Ib Zielona Góra i mistrz rywalizacji wojewódzkiej – GWKS Żagań. Ostatecznie, triumfatorem zostały rezerwy zielonogórskiej II – ligowej Stali, które w środę, 15 października 1952 r. na stadionie przy ul. Wyspiańskiego w Zielonej Górze pokonały GWKS Żagań 4:2 (1:1). W ekipie zielonogórskiej grało czterech piłkarzy drugoligowych, co spotkało się z prasową krytyką. Bramki dla triumfatorów zdobyli: Janus, Błażejewski, Owoc i Konieczny z rzutu karnego. W pierwszej rundzie PP, mimo udziału sześciu zawodników z pierwszego zespołu, triumfator przegrał ze Stalą (Zagłębiem) Sosnowiec 0:3 (0:2). Nie najlepiej wypadł także II – ligowiec, pierwszy zespół zielonogórskiej Stali. W meczu rozegranym 22 października 1952 r. w Zielonej Górze gospodarze przegrali 2:6 (0:2), a spotkanie obejrzało ok. 2000 widzów. W kolejnym sezonie – 1953/1954, w województwie zielonogórskim udział wzięło ponad 280 drużyn.
Podczas 41 Walnego Zgromadzenia PZPN, które odbyło się 17 lutego 1957 r. podjęto decyzję o likwidacji rozgrywek. W okresie 1957–1960 rozgrywki Pucharu Polski nie odbywały się. Presja środowisk sportowych przy wsparciu przedstawicieli prasy sportowej, a w szczególności „Przeglądu Sportowego” i „Sportu” sprawiła, że od sezonu 1961/1962 zostały reaktywowane. Do szczebla centralnego, zgodnie z regulaminem zakwalifikowali się obaj lubuscy finaliści: Lechia Zielona Góra i Warta Gorzów Wlkp. Przed meczem finałowym związkowa centrala zdecydowała, że zwycięzca finału zagra na wyjeździe z drugim zespołem Zagłębia, a przegrany będzie podejmował u siebie drugą drużynę Opola. Ostatecznie zielonogórzanie zwyciężyli 3:1. W kolejnych dwóch sezonach do szczebla centralnego awans uzyskiwały aż trzy zespoły. W sezonie 1962/1963 były to: Lechia Zielona Góra, Warta Gorzów Wlkp. i Stal Nowa Sól, a w sezonie 1963/1964: Warta Gorzów Wlkp., Czarni Żagań i Wiarus Krosno Odrzańskie. Do dawnego systemu eliminacji powrócono dopiero w sezonie 1966/1967 i wówczas zakwalifikował się tylko triumfator okręgowego PP – Wiarus Krosno Odrzańskie. W niektórych sezonach, jak np.: 1978/1979, 1979/1980, 1980/1981, 1982/1983 do szczebla centralnego kwalifikowali się obaj finaliści.
Kolejna reforma administracyjna, wprowadzona 1 czerwca 1975 roku sprawiła, że z części dawnych województw: poznańskiego, szczecińskiego i zielonogórskiego utworzono województwo gorzowskie. Rok później powołano do życia Okręgowy Związek Piłki Nożnej w Gorzowie Wlkp., który od 1977 r. rozpoczął organizację rozgrywek pucharowych w granicach nowo powstałego województwa. Co ciekawe, już w sezonie 1978/1979 los sprawił, że w I rundzie PP trafili na siebie finaliści z obu województw: „zielonogórski” Promień Żary wyeliminował „gorzowską” Celulozę Kostrzyn nad Odrą, pokonując ją 1:0. Spośród triumfatorów w gorzowskim i zielonogórskim PP, trzy drużyny znajdują się obecnie poza granicami województwa lubuskiego: Chrobry Głogów, obecnie w województwie dolnośląskim (zdobywca Pucharu w 1967 r.), Stoczniowiec Barlinek w województwie zachodniopomorskim (pięciokrotny zdobywca Pucharu: w 1979, 1981, 1982, 1983 i 1991 r.) oraz Dąb Dębno, także w województwie zachodniopomorskim (zdobywca Pucharu w 1993 r.).
Dąb jest również triumfatorem PP OZPN Szczecin w sezonie 1969/1970 oraz Zachodniopomorskiego ZPN w sezonie 2007/2008. Chrobry Głogów zdobywał trofea w sezonach: 1987/1988 i 1997/1998 (Legnicki OZPN) oraz w sezonie 2010/2011 (Dolnośląski ZPN). Pięciokrotny zwycięzca gorzowskiego PP – Stoczniowiec Barlinek nie powtórzył sukcesu. Największym dokonaniem ekipy z Barlinka był w późniejszym okresie tylko finał w rozgrywkach Zachodniopomorskiego PP w sezonie 2011/2012.
Wobec braku drużyn grających na najwyższym szczeblu rozgrywek ligowych, wygrana na szczeblu okręgu w Pucharze Polski to jedyna szansa na rywalizację z ekipami ekstraklasowymi. Tylko jeden raz w historii klub z województwa zielonogórskiego zagrał w finale Pucharu Polski na szczeblu krajowym. W sezonie 1964/1965 trzecioligowa drużyna Czarnych Żagań przegrała 0:4 z Mistrzem Polski Górnikiem Zabrze. Mecz odbył się 2 czerwca 1965 r. na Stadionie Miejskim w Zielonej Górze, a na widowni zasiadło 20 000 widzów. W europejskich pucharach zabrzanie doszli wówczas do 1/16 Pucharu Europy.

## Uczestnictwo
Wykaz klubów, które uczestniczyły w pierwszej edycji eliminacji okręgowych Pucharu Polski (poznańskiego i wrocławskiego) w sezonie 1950/1951. Zespoły, które wzięły udział w rozgrywkach PP – Poznański Okręgowy Związek Piłki Nożnej /alfabetycznie wg miast/: Babimost /Gwardia, LZS/, Bojadła /Gwardia/, Gubin /Gwardia/, Gorzów Wlkp. /Gwardia, Kolejarz, Państwowe Gimnazjum i Liceum Handlowe, SKS Ogólnokształcące, Stal, WKS Legia, Włókniarz/, Kargowa /Gwardia/, Kostrzyn n. Odrą /Kolejarz, ZMP/, Krosno Odrzańskie /Gwardia/, Lipki Wielkie /LZS/, Lubsko /Budowlani, SKS, SPP, Włókniarz/, Międzyrzecz /Gwardia, Jednostka Wojskowa 3141/, Nowe Kramsko /LZS/, Podmokle /LZS/, Rzepin /Koło Kolejarzy/, Słubice /Gwardia/, Strzelce Krajeńskie /Gwardia/, Sulechów /Jednostka Wojskowa 2465, Unia/, Witnica /Unia/, Zbąszynek /Kolejarz/, Zielona Góra /Gimnazjum Zaodrzańskich Zakładów, Kolejarz, Ogniwo, SKS Liceum, Włókniarz/. Ponadto LZS-y ze wszystkich gmin powiatu gorzowskiego. Wśród zespołów zgłoszonych do rozgrywek z Wrocławskiego Okręgowego Związku Piłki Nożnej były m.in.: Kożuchów /Kożuchowianka/, Nowa Sól /Len, Odra, Odlew/, Szprotawa /Czuwaj/, Żagań /KKS/, Żary /Promień, Związkowiec, Budowlani/.
Spośród wymienionych „pucharowych” zespołów tylko dwa: Promień Żary i Budowlani Lubsko, funkcjonują pod pierwotnymi nazwami.

## Spotkania finałowe
| E   | Sezon     | Data finału    | Miejsce finału                     | Zwycięzca                     | Wynik                    | Finalista                           | Runda szczebla centralnego | Wynik na szczeblu centralnym                                                                                              |
| --- | --------- | -------------- | ---------------------------------- | ----------------------------- | ------------------------ | ----------------------------------- | -------------------------- | --- |
| 1.  | 1950/1951 | 08.12.1950     | Zielona Góra                       | Budowlani Lubsko              | 2:0                      | Stal Zielona Góra                   | 1/16                       | Stal Lipiny – Stal Poznań 3:2                                                                                             |
| 2.  | 1952      | 15.10.1952     | Zielona Góra                       | Stal Ib Zielona Góra          | 4:2                      | GWKS Żagań                          | II runda                   | Stal Ib Zielona Góra – Stal Sosnowiec 0:3 Stal Zielona Góra – CWKS Warszawa 2:6                                           |
| 3.  | 1953/1954 | 10.11.1953     | Zielona Góra                       | Unia Gorzów Wlkp.             | 2:1, pd.                 | Spójnia Żary                        | I runda                    | Beskid Andrychów – Unia Gorzów Wlkp. 4:1                                                                                  |
| 4.  | 1954/1955 | 17.10.1954     | Małomice                           | Unia Gorzów Wlkp.             | 3:0                      | Budowlani Małomice                  | II runda I runda           | Stilon Gorzów Wlkp. – Pogoń Szczecin 0:3 Budowlani Małomice – Górnik Janów 1:9                                            |
| 5.  | 1955/1956 | 13.11.1955     | Krosno Odrzańskie                  | Włókniarz Zielona Góra        | 3:1                      | Gwardia Krosno Odrz.                | runda eliminacyjna         | Włókniarz Zielona Góra – Gwardia Warszawa 1:12                                                                            |
| 6.  | 1956/1957 | 01.11.1956     | Nowa Sól                           | Stal Nowa Sól                 | 2:0                      | Pogoń Skwierzyna                    | 1/16                       | Stal Nowa Sól – Ruch Chorzów 0:8                                                                                          |
| 7.  | 1961/1962 | 23.11.1961     | Zielona Góra                       | Lechia Zielona Góra           | 3:1                      | Warta Gorzów Wlkp.                  | 1/16 II runda              | Lechia Zielona Góra – Wisła Kraków 0:1 Wyzwolenie Chorzów – Warta Gorzów Wlkp. 4:1                                        |
| 8.  | 1962/1963 | 05-07. 11.1962 | Gorzów Wlkp. Zielona Góra Nowa Sól | Lechia Zielona Góra           | 2:1 pd. 9:1 5:4 pd.      | Warta Gorzów Wlkp. Polonia Nowa Sól | I runda                    | Lechia Zielona Góra – Slavia Ruda Śląska 0:3 Warta Gorzów Wlkp. – Polonia Bydgoszcz 1:3 Polonia Nowa Sól – Start Łódź 1:5 |
| 9.  | 1963/1964 | 24.09.1963     | Żagań                              | Czarni Żagań                  | 4:2                      | Promień Żary                        | I runda                    | Czarni Żagań – Zawisza Bydgoszcz 1:4                                                                                      |
| 9.  | 1963/1964 | 24.09.1963     | Gorzów Wlkp.                       | Warta Gorzów Wlkp.            | 3:0 wo.                  | Obra Babimost                       | II runda                   | Warta Gorzów Wlkp. – Lech Poznań 1:3                                                                                      |
| 9.  | 1963/1964 | 24.09.1963     | Nowa Sól                           | Polonia Nowa Sól              | 1:1                      | Wiarus Krosno Odrzańskie            | II runda                   | Wiarus Krosno Odrzańskie – Zawisza Bydgoszcz 0:3                                                                          |
| 10. | 1964/1965 | 23.09.1964     | Gubin                              | Gubinianka Gubin              | 3:0                      | Czarni Żagań                        | II runda FINAŁ             | Gubinianka Gubin – Górnik Wałbrzych 1:2 Czarni Żagań – Górnik Zabrze 0:4                                                  |
| 11. | 1965/1966 | 08.09.1965     | Żary                               | Promień Żary                  | 2:1                      | Stilon Gorzów Wlkp.                 | 1/16 I runda               | Arkonia Szczecin – Promień Żary 3:1 Olimpia Poznań – Stilon Gorzów Wlkp. 2:0                                              |
| 12. | 1966/1967 | 07.09.1966     | Zielona Góra                       | Wiarus Krosno Odrzańskie      | 4:0                      | Polonia Nowa Sól                    | I runda                    | Wiarus Krosno Odrzańskie – Lech Poznań 0:3                                                                                |
| 13. | 1967/1968 | 30.07.1967     | Zielona Góra                       | Chrobry Głogów                | 4:1                      | Łucznik Strzelce Krajeńskie         | I runda                    | Chrobry Głogów – Unia Racibórz 0:3                                                                                        |
| 14. | 1968/1969 | 01.05.1968     | Zielona Góra                       | Orzeł Międzyrzecz             | 3:0                      | Polonia Nowa Sól                    | 1/16                       | Orzeł Międzyrzecz – Śląsk Wrocław 0:0, k. 3:4                                                                             |
| 15. | 1969/1970 | 21.05.1969     | Zielona Góra                       | Polonia Nowa Sól              | 3:1                      | Babimojszczanka                     | 1/16                       | Polonia Nowa Sól – Szombierki Bytom 0:1                                                                                   |
| 16. | 1970/1971 | 05.07.1970     | Świebodzin                         | Lubuszanka Zielona Góra       | 1:0                      | Piast Sulechów                      | I runda                    | Lubuszanka Zielona Góra – Garbarnia Kraków 1:3                                                                            |
| 17. | 1971/1972 | 24.07.1971     | Zielona Góra                       | Promień Żary                  | 1:1, k. 4:4, 4:3         | Stilon Gorzów Wlkp.                 | I runda                    | Promień Żary – ROW Rybnik 0:5                                                                                             |
| 18. | 1972/1973 | 22.07.1972     | Zielona Góra                       | Zastal Zielona Góra           | 3:0                      | Sprotavia Szprotawa                 | I runda                    | Resovia Rzeszów – Zastal Zielona Góra 7:1                                                                                 |
| 19. | 1973/1974 | 18.07.1973     | Zielona Góra                       | Sprotavia Szprotawa           | 2:2 pd. 7:3              | Pogoń Świebodzin                    | I runda                    | Sprotavia Szprotawa – GKS Katowice 1:2                                                                                    |
| 20. | 1974/1975 | 16.06.1974     | Zielona Góra                       | Pogoń Świebodzin              | 2:1                      | Promień Żary                        | I runda                    | Górnik Wałbrzych – Pogoń Świebodzin 3:0                                                                                   |
| 21. | 1975/1976 | 05.06.1975     | Świebodzin                         | Zastal Zielona Góra           | 2:2, k. 4:3              | Stilon Gorzów Wlkp.                 | I runda                    | Zastal Zielona Góra – Zagłębie Wałbrzych 1:4                                                                              |
| 22. | 1976/1977 | 17.06.1976     | Gorzów Wlkp.                       | Zastal Zielona Góra           | 2:0                      | Stilon Gorzów Wlkp.                 | 1/16                       | Zastal Zielona Góra – Śląsk Wrocław 1:2                                                                                   |
| 23. | 1977/1978 | 02.06.1977     | Nowe Miasteczko                    | Czarni Żagań                  | 1:0                      | Tęcza Krosno Odrzańskie             | II runda                   | Czarni Żagań – Hutnik Nowa Huta 0:1                                                                                       |
| 24. | 1978/1979 | 08.06.1978     | Lubsko                             | Dozamet Nowa Sól              | 4:0                      | Promień Żary                        | II runda                   | Dozamet Nowa Sól – Zagłębie Wałbrzych 1:2 Promień Żary – Arkonia Szczecin 0:0, pd. 4:5                                    |
| 25. | 1979/1980 | 13.06.1979     | Żagań                              | Czarni Żagań                  | 3:0                      | Budowlani Lubsko                    | I runda II runda           | Czarni Żagań – Stal Szczecin 0:1 Budowlani Lubsko – Gwardia Koszalin 0:2                                                  |
| 26. | 1980/1981 | 11.06.1980     | Szprotawa                          | Dozamet Nowa Sól              | 5:2                      | Czarni Żagań                        | I runda II runda           | Pogoń II Szczecin – Dozamet Nowa Sól 3:1 Czarni Żagań – Stoczniowiec Gdańsk 0:0, pd., k.3:4                               |
| 27. | 1981/1982 | 11.06.1981     | Żagań                              | Czarni Żagań                  | 2:1                      | Fadom Nowogród Bobrzański           | II runda I runda           | Wielim Szczecinek – Czarni Żagań 3:0 Fadom Nowogród Bobrzański – Dozamet Nowa Sól 2:3, pd.                                |
| 28. | 1982/1983 | 09.06.1982     | Nowa Sól                           | Lechia Zielona Góra           | 3:2                      | Czarni Żagań                        | II runda                   | Lechia Zielona Góra – Olimpia Poznań 1:2, pd. Czarni Żagań – GKS Tychy 1:2                                                |
| 29. | 1983/1984 | 15.06.1983     | Nowa Sól                           | Piast Iłowa                   | 4:2                      | Kolejarz Zielona Góra               | II runda I runda           | Piast Iłowa – Piast Gliwice 1:2 LZS Grudynia Wielka – Kolejarz Zielona Góra 2:0                                           |
| 30. | 1984/1985 | 27.06.1984     | Żagań                              | Lechia Zielona Góra           | 2:1                      | Promień Żary                        | I runda IV runda           | Promień Żary – Polonia Leszno 2:2, k. 2:3 Lechia Zielona Góra – Lech Poznań 0:4                                           |
| 31. | 1985/1986 | 19.06.1985     | Żary                               | Promień Żary                  | 1:0                      | Lechia Zielona Góra                 | I runda                    | Promień Żary – Lubuszanin Drezdenko 2:3                                                                                   |
| 32. | 1986/1987 | 18.06.1986     | Lubsko                             | Lechia Zielona Góra           | 1:0                      | Budowlani II Lubsko                 | ĆWIERĆFINAŁ                | Lechia Zielona Góra – ŁKS Łódź 2:1 ŁKS Łódź – Lechia Zielona Góra 4:1, pd.                                                |
| 33. | 1987/1988 | 17.06.1987     | Żary                               | Carina Gubin                  | 1:0                      | Budowlani Gozdnica                  | I runda                    | Carina Gubin – Pogoń Oleśnica 1:2, pd.                                                                                    |
| 34. | 1988/1989 | 24.06.1988     | Żary                               | Lechia Zielona Góra           | 1:1, k.5:3               | Piast Iłowa                         | I runda                    | Olimpia II Poznań – Lechia Zielona Góra 2:1                                                                               |
| 35. | 1989/1990 | 01.06.1989     | Kunice                             | Pogoń Świebodzin              | 2:0                      | Unia Kunice                         | III runda                  | Pogoń Świebodzin – Stilon Gorzów Wlkp. 1:2                                                                                |
| 35. | 1989/1990 | 07.06.1989     | Świebodzin                         | Pogoń Świebodzin              | 6:0                      | Unia Kunice                         | III runda                  | Pogoń Świebodzin – Stilon Gorzów Wlkp. 1:2                                                                                |
| 36. | 1990/1991 | 22.05.1990     | Lubsko                             | Pogoń Świebodzin              | 1:0                      | Budowlani Lubsko                    | II runda                   | Pogoń Świebodzin – Ostrovia Ostrów Wlkp. 1:1, k. 2:4                                                                      |
| 36. | 1990/1991 | 29.05.1990     | Świebodzin                         | Pogoń Świebodzin              | 3:0                      | Budowlani Lubsko                    | II runda                   | Pogoń Świebodzin – Ostrovia Ostrów Wlkp. 1:1, k. 2:4                                                                      |
| 37. | 1991/1992 | 12.06.1991     | Żagań                              | Lechia Zielona Góra           | 1:0                      | Czarni Żagań                        | I runda                    | Olimpia Kamienna Góra – Lechia Zielona Góra 1:0                                                                           |
| 38. | 1992/1993 | 25.06.1992     | Iłowa Żagańska                     | Dozamet Nowa Sól              | 2:1                      | Budowlani Lubsko                    | I runda                    | Kryształ Stronie Śląskie – Dozamet Nowa Sól 4:1                                                                           |
| 39. | 1993/1994 | 17.06.1993     | Świebodzin                         | Fadom Nowogród Bobrzański     | 4:2, 1:1, pd. 2:2, k.2:0 | Pogoń Świebodzin                    |                            | |
| 40. | 1994/1995 | 15.06.1994     | Zielona Góra                       | Lechia Polmozbyt Zielona Góra | 1:0                      | Piast Iłowa                         | II runda                   | Lechia Zielona Góra – Miedź Legnica 0:1, pd.                                                                              |
| 41. | 1995/1996 | 21.06.1995     | Zielona Góra                       | Lechia Zielona Góra           | 3:0                      | Pogoń Świebodzin                    | I runda                    | Polonia Słubice – Lechia Zielona Góra 3:0 wo.                                                                             |
| 42. | 1996/1997 | 23.06.1996     | Zielona Góra                       | Piast – Corrado Czerwieńsk    | 4:2, 2:2, pd. 2:1        | Błękitni Buding Kisielin            | I runda                    | Piast–Corrado Czerwieńsk – Obra Kościan 1:2                                                                               |
| 43. | 1997/1998 | 11.06.1997     | Zielona Góra                       | Pogoń Świebodzin              | 2:1                      | Promień Żary                        | 1/16                       | Pogoń Świebodzin – Amica Wronki 1:3, pd.                                                                                  |
| 44. | 1998/1999 | 17.06.1998     | Zielona Góra                       | Pogoń Świebodzin              | 3:2                      | Lech Sulma Sulechów                 | II runda                   | Pogoń Świebodzin – Miedź Legnica 2:2, k.1:3                                                                               |
| 45. | 1999/2000 | 16.06.1999     | Krosno Odrzańskie                  | Pogoń Świebodzin              | 4:2                      | Błękitni Adriano Olbrachtów         | I runda                    | Pogoń Świebodzin – LKS Jankowy 1:3                                                                                        |
| 46. | 2000/2001 | 14.06.2000     | Żagań                              | Czarni Żagań                  | 5:1                      | Unia Kunice                         | II runda                   | Czarni Żagań – Polar Wrocław 1:2, pd.                                                                                     |

## Osiągnięcia według klubów
| Drużyna                     | Zwycięzca | Finalista | Zwycięzca (lata)                                                             | Finalista (lata)                   |
| --------------------------- | --------- | --------- | ---------------------------------------------------------------------------- | ---------------------------------- |
| Lechia Zielona Góra         | 13        | 2         | 1952, 1961, 1962, 1972, 1975, 1976, 1982, 1984, 1986, 1988, 1991, 1994, 1995 | 1950, 1985                         |
| Pogoń Świebodzin            | 6         | 3         | 1974, 1989, 1990, 1997, 1998, 1999                                           | 1973, 1993, 1995                   |
| Czarni Żagań                | 5         | 5         | 1963, 1977, 1979, 1981, 2000                                                 | 1952, 1964, 1980, 1982, 1991       |
| Dozamet Nowa Sól            | 5         | 4         | 1956, 1969, 1978, 1980, 1992                                                 | 1962, 1963, 1966, 1968             |
| Promień Żary                | 3         | 6         | 1965, 1971, 1985                                                             | 1953, 1963, 1974, 1978, 1984, 1997 |
| Stilon Gorzów Wielkopolski  | 3         | 4         | 1953, 1954, 1963                                                             | 1965, 1971, 1975, 1976             |
| Carina Gubin                | 2         | 0         | 1964, 1987                                                                   | –                                  |
| Budowlani Lubsko            | 1         | 4         | 1950                                                                         | 1979, 1986, 1990, 1992             |
| Tęcza Krosno Odrzańskie     | 1         | 2         | 1966                                                                         | 1963, 1977                         |
| Piast Iłowa                 | 1         | 2         | 1983                                                                         | 1988, 1994                         |
| Sprotavia Szprotawa         | 1         | 1         | 1973                                                                         | 1972                               |
| Fadom Nowogród Bobrzański   | 1         | 1         | 1993                                                                         | 1981                               |
| Włókniarz Zielona Góra      | 1         | 0         | 1955                                                                         | –                                  |
| Chrobry Głogów              | 1         | 0         | 1967                                                                         | –                                  |
| Orzeł Międzyrzecz           | 1         | 0         | 1968                                                                         | –                                  |
| Piast Czerwieńsk            | 1         | 0         | 1996                                                                         | –                                  |
| Lech Sulechów               | 0         | 2         | –                                                                            | 1970, 1998                         |
| Unia Kunice                 | 0         | 2         | –                                                                            | 1989, 2000                         |
| Budowlani Małomice          | 0         | 1         | –                                                                            | 1954                               |
| Odra Krosno Odrzańskie      | 0         | 1         | –                                                                            | 1955                               |
| Pogoń Skwierzyna            | 0         | 1         | –                                                                            | 1956                               |
| Warta Gorzów Wielkopolski   | 0         | 1         | –                                                                            | 1961                               |
| Łucznik Strzelce Krajeńskie | 0         | 1         | –                                                                            | 1967                               |
| Klon Babimost               | 0         | 1         | –                                                                            | 1970                               |
| Kolejarz Zielona Góra       | 0         | 1         | –                                                                            | 1983                               |
| Budowlani Gozdnica          | 0         | 1         | –                                                                            | 1987                               |
| Błękitni Kisielin           | 0         | 1         | –                                                                            | 1996                               |
| Błękitni Olbrachtów         | 0         | 1         | –                                                                            | 1999                               |

## Gospodarze finałów
Podczas 46 edycji Pucharu Polski na szczeblu województwa zielonogórskiego gospodarzami meczów finałowych było 13 miejscowości. Najwięcej finałów rozegrano w Zielonej Górze – 18. W tabeli jako gospodarzy uwzględniono również miasta, w których finalistami były cztery drużyny (1961), trzy zespoły (1962, 1963) oraz dwie ekipy, w przypadku systemu „mecz i rewanż” (1989, 1990).
Najczęściej finały odbywały się w czerwcu, jednak nie brakowało konfrontacji organizowanych w święta komunistyczne: 1 maja (1968), 22 lipca (1972). Ewenementem było spotkanie finałowe w 1956 r. rozegrane w Nowej Soli pomiędzy miejscową Stalą a Pogonią Skwierzyna, która odbyła się 1 listopada.
| LF | Miejscowość         | Lata |
| -- | ------------------- | --- |
| 18 | Zielona Góra        | 1950, 1952, 1953, 1961, 1962, 1966, 1967, 1968, 1969, 1971, 1972, 1973, 1974, 1994, 1995, 1996, 1997, 1998 |
| 6  | Żagań               | 1963, 1979, 1981, 1984, 1991, 2000                                                                         |
| 5  | Nowa Sól            | 1956, 1962, 1963, 1982, 1983                                                                               |
| 5  | Świebodzin          | 1970, 1975, 1989, 1990, 1993                                                                               |
| 4  | Żary                | 1965, 1985, 1987, 1988                                                                                     |
| 3  | Gorzów Wielkopolski | 1962, 1963, 1976                                                                                           |
| 3  | Lubsko              | 1978, 1986, 1990                                                                                           |
| 2  | Krosno Odrzańskie   | 1955, 1999                                                                                                 |
| 1  | Gubin               | 1964 |
| 1  | Iłowa               | 1992 |
| 1  | Kunice              | 1989 |
| 1  | Małomice            | 1954 |
| 1  | Szprotawa           | 1980 |